# Shane Endsley
Shane Endsley (* 31. Dezember 1969 in Denver, Colorado) ist ein US-amerikanischer Jazztrompeter, Perkussionist und Komponist.

## Leben und Wirken
Shane Endsley studierte Trompete, Perkussion und Komposition an der Eastman School of Music. Nach seiner Graduierung arbeitete er Anfang der 2000er Jahre u. a. mit der Singer-Songwriterin Ani DiFranco, Jason Mraz (Waiting for My Rocket to Come, 2002) und mit Ravi Coltrane. Gemeinsam mit dem Holzbläser Ben Wendel, dem Keyboarder Adam Benjamin, dem Bassisten Kaveh Rastegar und dem Schlagzeuger Nate Wood ist er Gründungsmitglied der Post-Rock/Jazz-Formation Kneebody und wirkte bis 2019 bei allen Alben des Ensembles mit. Für das Album Twelve Songs of Charles Ives, das die Gruppe gemeinsam mit Theo Bleckmann veröffentlichte, erhielten sie 2009 eine Grammy-Nominierung.
Endsley spielt regelmäßig mit Musikern der New Yorker Downtown-Szene wie Ralph Alessi, Steve Coleman, John Hollenbeck und Tim Berne, ferner mit Edward Simon und Donny McCaslin. 2002 legte er sein Debütalbum 2nd Guess vor. 2007 zeichnete ihn das Magazin Down Beat als einen der Top 25-Trompeter seiner Generation aus; im Leserpoll des Magazins wurde seine Music Band zur besten Formation des Jahres gewählt. Endsley bewegt sich stilistisch im Bereich zwischen Modern Creative, Post-Rock, Folk bis zu freier Improvisation.

## Diskografische Hinweise
- 2nd Guess (WenEnd Music, 2003)
- Kneebody: Can You Have Your Moment (Winter & Winter, 2010)[3] mit Adam Benjamin, Ben Wendel, Kaveh Rastegar, Nate Wood
- Then the Other (2011) mit Matt Brewer, Craig Taborn, Ted Poor
- Michael Formanek and Ensemble Kolossus:  The Distance (ECM, 2016)
- Billy Mohler with Shane Endsley, Chris Speed, Nate Wood: Focus! (2019)
- Ohad Talmor Newsreel Sextet: Long Forms (Intakt, 2020)